# Борис Лазаревич Ошкуков
Борис Лазаревич Ошкуков (7 апреля 1948, Кириллов, Вологодская область, СССР — 17 января 2021, Санкт-Петербург, Россия) — врач, российский художник, мозаичист, скульптор, меценат. Основоположник направления абстракционизма, выраженного средствами техник флорентийской мозаики. Творчество Б. Л. Ошкукова сыграло важную роль в развитии новейших форм символизма XXI столетия. Основные прижизненные выставки — «Юбилей» (2008), «Возьми меня с собой» (2009), «Брёвнышки» (2011), «Заборная» (2016), «Живопись камнем» (2018), «Абстрактный календарь, месяцеслов Бориса Ошкукова. Флорентийская мозаика и скульптура» (2019). Последующие выставки: «Иные берега» (2021), «Абстрактные миры Бориса Ошкукова» (2021), «Возвращение к истокам» (2022), «Древо жизни» (2022), «Фантазии в камне» (2022), «Большая игра» (2023), «Парадоксы абстракционизма: реальность бессознательного» (2024).

## Биография
Родился 7 апреля 1948 года, в семье потомственных врачей. В 1972 г. окончил Ленинградский санитарно-гигиенический медицинский институт (ныне в составе Северо-Западного государственного медицинского университета им. И. И. Мечникова). Приступил к медицинской практике в Областной клинической больнице города Новгорода (ныне Новгород Великий). Позже там же основал отделение реанимации, в котором проработал 17 лет.
В 1991 году приступил к созданию системы фармацевтического снабжения клиник России с целью восстановления разрушенных связей между производителями медикаментов и медицинскими учреждениями. В 1994 году завершил врачебную практику.
В 2000—2003 годах обучался мозаичному искусству на кафедре монументально-декоративной живописи в Санкт-Петербургской художественно-промышленной академии имени А. Л. Штиглица.
В 2002 году обучался основам флорентийской мозаики в мастерской художника Геннадия Павлишина в Хабаровске.
В 2003 году учредил Санкт-Петербургский музей флорентийской мозаики, основу которого составила собранная Б. Л. Ошкуковым и его супругой Л. Н. Ошкуковой коллекция работ российских мозаичистов, работающих в данной технике. В дальнейшем фонды музея значительно пополнялись. Ныне музей представляет собой крупнейшее собрание уникальных произведений искусства из природных минералов. В нем представлены работы Марата Акбарова, Наиля Бадретдинова, Рахмата Батуралиева, Андрея Белякова, Дамира Девятова, Анатолия Голобокова, Александра Горбунова, Александра Журавлева, Владимира Карманова, Анатолия Нигматуллина, Геннадия Павлишина, Евгения Пестова, Ирека Рахматуллина, Бориса Фомина, Сергея Чулкова, Юрия Шевцова и многих других. [несколько ФОТО]
В 2005—2006 годах работал в мастерской Павла Онуфриевича Шевченко. В результате возникли новаторские скульптурные композиции из металла.
Получив все востребованные знания техник в различных областях искусства, Б. Л. Ошкуков сформировал абсолютно оригинальное направление собственного творчества. Все последующие годы своей жизни мастер посвятил осмыслению и развитию новейших форм современного искусства. Лейтмотивом его форм самовыражения в искусстве всегда оставался поиск нравственного начала бытия.
Умер 17 января 2021 года в Санкт-Петербурге. Прах захоронен на Рождественском кладбище г. Великий Новгород.

## Творчество
2000 год — первое произведение в технике римской мозаики — «Тигрица» (по мотивам мозаичных произведений Древнего Рима). В дальнейшем последовала серия произведений в данной технике, многие из которых хранятся в частных коллекция РФ.
2001—2009 года — создание цикла мозаичных «картин», выполненных в технике римской мозаики «Возьми меня с собой». Цикл посвящен художнику Марку Шагалу. В процессе его создания творчески обоснован глубинный интеллектуально-философский «код» дальнейшего творчества, отраженного в декоративных панно «Цветок» (2007), «Аквариум» (2007), «Голубые круги» (2007), «Глубина» (2007), «Северный модерн» (2007).
2002 год — первое мозаичное панно в технике флорентийской мозаики — «Цапли при луне». Данное произведение связано с последующими экспериментами художника в подобной технике.
2003—2009 года — создание и развитие авторского направления абстракционизма, выраженного средствами техник флорентийской мозаики. В цикле абстракционистских панно (более 180 произведений) воплощен беспрецедентный опыт переосмысления направлений современного искусства.
2008—2009 года — созданы абстрактные скульптурные композиции из металла: «Юбилей» (композиционная составляющая скульптуры «Автопортрет») и «Силы природы». Уникальный пример сочетания пластики металла, техники серебрения и применения вставок из природных камней.
2010—2011 года — проект «Бревнышки», своего рода первый эксперимент применения принципов абстракционизма в работе с деревом (изначально предполагался как проект парковой декорировки).
2012—2020 — создание новой технологии «модульного коллажа». Продолжение работы с деревом в качестве материала для абстрактной пластики, привело к созданию неповторимого собственного стиля художника. Для достижения эстетического и этического эффектов в нем сочетается применение множества неординарных материалов.
2019 — создание проекта «Земля обетованная», посвященного истории Израиля.
2019 −2020 — разработка оригинального дизайна скульптур из оптического стекла и мрамора, как воплощение новаторской идеи применения архитектурных принципов Ар-деко в декоративно-прикладном искусстве XXI в.

## Проекты
Санкт-Петербургский музей флорентийской мозаики им. Б.Л. Ошкукова.
Doc Art Gallery.

## Семья
Жена (с 1972 — по 2021) — Людмила Николаевна Ошкукова (р. 1948). Учредитель Фонда монументально-декоративного искусства и абстрактной пластики им. Б. Л. Ошкукова, меценат, куратор творческого наследия Б. Л. Ошкукова.
Дочь — Мария (р. 1973).
Дочь — София (р. 1978).

## Память
Музыка абстрактного образа в творчестве Б. Л. Ошкукова/ Автор-сост. В. И. Зеленев — СПб, 2018.
Михаил Булгов — стихотворение «Уход мастера».